# Período sinódico
O período sinódico é o tempo que um astro leva a reaparecer no mesmo local em sucessiva conjunções com o Sol, sendo que é o período orbital aparente (a partir da Terra) desse astro. Difere do período sideral que é o tempo que um astro leva para fazer uma órbita completa em torno de outro, tendo as estrelas fixas como referência.
O período sinódico difere do sideral na medida em que a Terra também orbita o Sol.
A Lua tem um período sideral de 27,3 dias e um período sinódico de 29,5 dias. Esta diferença explica-se devido ao fato de, tendo a Lua e a Terra mesma direção de momento angular orbital, ao passar 1 mês lunar (órbita completa em torno da Terra), a Terra se desloca em sua órbita anual em torno do Sol, e a posição em que aparecerá a Lua cheia (período sinódico) corresponderá à Lua já estar deslocada em seu novo período sideral, e assim sucessivamente a cada mês. Devido a serem órbitas elípticas Kepler, e não exatamente circulares, ocorrem pequenas flutuações. 
No caso da órbita da Lua em torno da Terra, este período corresponde às observações das fases da Lua, que deram origem aos calendários lunares e luni-solares. O período sinódico da Lua se chama mês lunar.
Para achar a relação entre o período sinódico e o período sideral, vamos chamar de período sideral do planeta interior (que é o planeta cuja órbita se encontra entre a órbita do planeta exterior e a estrela), e de período sideral do planeta exterior (que é o planeta que possui a órbita mais afastada da estrela), e o período sinódico, que é o mesmo para os dois.
O planeta interior move-se {\displaystyle 360^{\circ }/P_{I}} por dia; já o planeta exterior move-se {\displaystyle 360^{\circ }/P_{E}} por dia. Após um dia, a posição dos planetas fazem um ângulo de {\displaystyle 360^{\circ }/P_{I}-360^{\circ }/P_{E}}, de modo que o planeta interior mais a frente pois se move mais rápido. Quando os planetas se alinham novamente, ou seja, quando o ângulo das posições deles é 360°, temos o período sinódico.
{\displaystyle {\frac {360^{\circ }}{S}}=\left|{\frac {360^{\circ }}{P_{I}}}-{\frac {360^{\circ }}{P_{E}}}\right|},
que simplificando, obtemos
{\displaystyle {\frac {1}{S}}=\left|{\frac {1}{P_{I}}}-{\frac {1}{P_{E}}}\right|},
onde
{\displaystyle S} é o período sinódico do outro planeta (interior ou exterior à Terra);
{\displaystyle P_{I}} é o período sideral do planeta de menor órbita;
{\displaystyle P_{E}} é o período sideral do planeta de maior órbita.